# Liaoteri
El liaoteri (Liaotherium gracile) és una espècie extinta de mamífer eutriconodont de la família dels amfilèstids que visqué a l'Àsia oriental durant el Juràssic mitjà, fa entre 161,5 i 174,7 milions d'anys. Se n'han trobat restes fòssils a la formació de Jiulongshan (nord-est de la República Popular de la Xina). Es tracta de l'única espècie del gènere Liaotherium. Tenia l'apòfisi coronoide alta i amb forma de ganxo, un caràcter inusual per a un eutriconodont. El nom genèric Liaotherium significa ‘bèstia de Liaoning’, mentre que el nom específic gracile significa ‘gràcil’.